# Battles
Battles er et eksperimental rock-band fra USA.

## Diskografi
- Mirrored (2007)
- Gloss Drop (2011)
- La Di Da Di (2015)